# 职田镇
职田镇，是中华人民共和国陕西省咸陽市旬邑县下辖的一个乡镇级行政单位。

## 行政区划
职田镇下辖以下地区：
职田街村、马家堡村、照庄村、景家村、早池村、车村、万寿村、新杨村、旧杨村、青村、上墙村、下墙村、武家堡村、小峪子村、恒安州村和东蓬村。